# Щайн бира
Щайн бира (на немски: Steinbier, от немски: Stein – „камък“), известна и като Каменна бира е традиционна специална бира, която е била преобладаваща в Каринтия до началото на 20 век. Също така е била разпространена в Скандинавия, Франкония и Югозападна Германия. В наши дни се произвежда рядко от отделни пивоварни в Германия, Австрия и САЩ.

## История и технология
Бирата получава името си заради технологията на варене на пивната мъст, която кипва благодарение на поставените в нея нагорещени камъни. В миналото съдовете за варене на бира често се правят от дърво и затова не било възможно да бъдат загрявани на огън. Поради това единствения начин за кипване на пивната мъст бил чрез използването на нагорещени камъни. Получената по този метод бира се отличава от обикновената, тъй като поставените камъни изгаряли и карамелизирали съдържащата се в мъстта малтоза. В резултат на това върху камъните се отлагат захарни седименти, с изразен опушен вкус. След прецеждане на бирата от варилния съд в съда за ферментация и охлаждане, „озахарените“ камъни се поставят в започналата да ферментира бира. По време на ферментацията дрождите бързо преработват захарите, полепнали по камъните. Получената бира придобива приятен опушен аромат и леко сладък малцов послевкус. Обикновено щайн бирата не се филтрира.
Днес каменната бира е рядко срещан специалитет, и само отделни пивоварни произвеждат този вид по този стар, трудоемък и опасен метод. В миналото често са приготвяли и ейлови разновидности на каменната бира, но в наши дни повечето щайн бири са лагери. На пазара се срещат разновидности в стиловете традиционен ейл, мерцен, светъл и тъмен лагер, виенски лагер, вайс, бок, вайценбок и др.
Щайн бирите са с алкохолно съдържание от 4,5 до 7,2 об.%.

## Търговски марки
Типични търговски марки в този екзотичен стил са: Gusswerk Urban-Keller’s Steinbier (Австрия), Altenmünster Rauchenfelser Steinbier, Altenmünster Steinweizen, Allgäuer Steinbock, Gänstaller-Bräu Akkurat ROCKS Steinbier, Lahnsteiner Bernsteinbier, Leikeim Original Steinbier, Michels Steinbier (Германия), Equinox Rockbiter Steinbier, Fort Collins Steinbier, Scratch Vollmund Steinbier, Sweet Mullets Steinbier (САЩ).